# Lettonie au Concours Eurovision de la chanson 2016
La Lettonie a annoncé sa participation au Concours Eurovision de la chanson 2016 à Stockholm, en Suède le 27 mai 2015. Le pays est représenté par Justs et sa chanson Heartbeat, sélectionnés via l'émission Supernova.

## Format
La sélection nationale se tient du 7 au 28 février 2016 avec deux auditions, une demi-finale et une finale. Les quatre shows se déroulent dans les studios de la LTV à Riga. Les deux auditions ont lieu le 7 et le 14 février et ont pour but de présenter chacune dix chansons, dont quatre sont sélectionnées à chaque fois pour participer à la demi-finale. Cette dernière a lieu le 21 février. Sur les huit candidats, quatre accèdent à la finale. Enfin, la finale a lieu le 28 février et présente les quatre dernières chansons encore en lice afin de déterminer le représentant de la Lettonie à l'Eurovision.
Les résultats sont déterminés par un jury professionnel ainsi que par le télévote. 
Durant les deux auditions et la demi-finale, deux chansons sont qualifiées grâce au télévote seul et deux autres grâce au vote du jury. 
Durant le dernier soir, seul le télévote est utilisé afin de déterminer la chanson et l'interprète gagnant.

## Sélection
Le 31 janvier 2016 ont été annoncés les 20 participants à cette édition de Supernova. Les artistes et chansons ont été choisies parmi 88 soumissions effectuées avant le 1er novembre 2015. Toutes les chansons sont interprétées en anglais.

### Chansons
Les 20 artistes et chansons en compétition furent annoncés lors du deuxième show d'introduction, ayant eu lieu le 31 janvier 2016. Les chansons sont présentées dans le tableau ci-dessous :
| Artiste              | Chanson             | Traduction                  |
| -------------------- | ------------------- | --------------------------- |
| Catalepsia           | Damnation           | -                           |
| Crow Mother          | Demons              | Démons                      |
| Dvines               | Set It on Fire      | Mets-y le feu               |
| Edvards Grieze       | New Day             | Nouveau jour                |
| ElectroFolk          | Miracle drums       | Tambours du miracle         |
| Iluta Alsberga       | On Hold             | En main                     |
| Ivo Grīsniņš-Grīslis | We are the light    | Nous sommes la lumière      |
| Justs                | Heartbeat           | Battements de cœur          |
| Madara Grēgere       | You and I           | Toi et moi                  |
| Markus Riva          | I can               | Je peux                     |
| Marta Grigale        | Choices             | Choix                       |
| Marta Ritova         | Not From This World | Pas de ce monde             |
| Mārtiņš Ruskis       | Still Holding Stars | Tenant toujours les étoiles |
| Miks Dukurs          | Paradise            | Paradis                     |
| MyRadiantU           | We Will Be Stars    | Nous seront des étoiles     |
| Paula Dukure         | Look in the mirror  | Regarde dans le miroir      |
| Rūta Dūduma          | Being a Friend      | Être un ami                 |
| Sabīne Berezina      | My Inspiration      | Mon inspiraton              |
| Samanta Tīna         | The Love is Forever | L'amour est pour toujours   |
| Samanta Tīna         | We Live For Love    | Nous vivons pour l'amour    |

### Émissions

#### Première audition
La première audition a eu lieu le 7 février 2016. 4 chansons se sont qualifiées pour les demi-finales. Les 10 chansons ont été soumises au télévote dans un premier temps où 2 chansons se sont qualifiées. Parmi les 8 chansons restantes, 2 d'entre-elles ont été sélectionnées par le jury.
| Ordre | Artiste              | Chanson            | Vote du public | Vote du public | Vote du public | Résultat |
| Ordre | Artiste              | Chanson            | Internet       | SMS/Télévote   | Total          | Résultat |
| ----- | -------------------- | ------------------ | -------------- | -------------- | -------------- | -------- |
| 1     | Paula Dukure         | Look in the mirror | 40             | 124            | 164            | 10       |
| 2     | ElectroFolk          | Miracle drums      | 223            | 556            | 779            | 6        |
| 3     | Rūta Dūduma          | Being a friend     | 77             | 232            | 309            | 8        |
| 4     | Ivo Grīsniņš-Grīslis | We are the light   | 649            | 1206           | 1855           | 3        |
| 5     | Sabīne Berezina      | My inspiration     | 72             | 224            | 296            | 9        |
| 6     | Edvards Grieze       | New Day            | 199            | 288            | 487            | 7        |
| 7     | Marta Grigale        | Choices            | 582            | 898            | 1480           | 4        |
| 8     | Catalepsia           | Damnation          | 831            | 1505           | 2336           | 2        |
| 9     | Samanta Tīna         | We live for love   | 443            | 1003           | 1446           | 5        |
| 10    | Justs                | Heartbeat          | 2465           | 2715           | 5180           | 1        |

- Qualifié grâce au jury
- Qualifié grâce au télévote

#### Deuxième audition
La deuxième audition a eu lieu le 14 février 2016. 4 chansons se sont qualifiées pour les demi-finales. Les 10 chansons ont été soumises au télévote dans un premier temps où 2 chansons se sont qualifiées. Parmi les 8 chansons restantes, 2 d'entre-elles ont été sélectionnées par le jury.
| Ordre | Artiste        | Chanson             | Vote du public | Vote du public | Vote du public | Résultat |
| Ordre | Artiste        | Chanson             | Internet       | SMS/Télévote   | Total          | Résultat |
| ----- | -------------- | ------------------- | -------------- | -------------- | -------------- | -------- |
| 1     | Madara Grēgere | You and I           | 152            | 259            | 411            | 10       |
| 2     | Crow Mother    | Demons              | 236            | 368            | 604            | 8        |
| 3     | Samanta Tīna   | The love is forever | 571            | 1029           | 1600           | 3        |
| 4     | Markus Riva    | I can               | 1145           | 1131           | 2276           | 1        |
| 5     | MyRadiantU     | We will be stars    | 1092           | 888            | 1980           | 2        |
| 6     | Mārtiņš Ruskis | Still holding stars | 223            | 798            | 1021           | 6        |
| 7     | Dvines         | Set It on Fire      | 674            | 720            | 1394           | 5        |
| 8     | Marta Ritova   | Not From This World | 642            | 863            | 1505           | 4        |
| 9     | Miks Dukurs    | Paradise            | 279            | 251            | 530            | 9        |
| 10    | Iluta Alsberga | On Hold             | 418            | 537            | 955            | 7        |

- Qualifié grâce au jury
- Qualifié grâce au télévote

#### Demi-finale
La demi-finale aura lieu le 21 février 2016. 4 chansons se qualifieront pour la finale. Les 8 chansons seront soumises au télévote dans un premier temps où 2 chansons se qualifieront. Parmi les 6 chansons restantes, 2 d'entre-elles seront sélectionnées par le jury. La chanteuse Samanta Tīna a décidé de se retirer avant que le vote n'ait lieu.
| Ordre | Artiste              | Chanson             | Vote du public | Vote du public | Vote du public | Résultat    |
| Ordre | Artiste              | Chanson             | Internet       | SMS/Télévote   | Total          | Résultat    |
| ----- | -------------------- | ------------------- | -------------- | -------------- | -------------- | ----------- |
| 1     | Justs                | Heartbeat           | 3,084          | 2,316          | 5,400          | Finaliste   |
| 2     | Markus Riva          | I Can               | 1,212          | 1,697          | 2,909          | Éliminé     |
| 3     | Samanta Tīna         | The Love Is Forever | —              | —              | —              | Désistement |
| 4     | Catalepsia           | Damnation           | 1,284          | 2,101          | 3,385          | Finaliste   |
| 5     | Marta Grigale        | Choices             | 336            | 525            | 861            | Éliminée    |
| 6     | Ivo Grīsniņš Grīslis | We Are the Light    | 518            | 711            | 1,229          | Éliminé     |
| 7     | MyRadiantU           | We Will Be Stars    | 1,311          | 1,580          | 2,891          | Finaliste   |
| 8     | Marta Ritova         | Not From This World | 944            | 1,538          | 2,482          | Finaliste   |

- Qualifié grâce au jury
- Qualifié grâce au télévote

#### Finale
La première audition aura lieu le 28 février 2016. Le télévote à lui seul déterminera le vainqueur de la sélection nationale lettone.
- Chanson gagnante
- Chanson ayant terminée deuxième
- Chanson ayant terminée troisième

| Ordre | Artiste      | Chanson             | Vote du public | Vote du public | Vote du public | Résultat |
| Ordre | Artiste      | Chanson             | Internet       | SMS/Télévote   | Total          | Résultat |
| ----- | ------------ | ------------------- | -------------- | -------------- | -------------- | -------- |
| 1     | Catalepsia   | Damnation           | 5,393          | 13,521         | 18,914         | 2        |
| 2     | MyRadiantU   | We Will Be Stars    | 2,432          | 4,219          | 6,651          | 3        |
| 3     | Justs        | Heartbeat           | 8,995          | 11,730         | 20,725         | 1        |
| 4     | Marta Ritova | Not From This World | 1,869          | 3,172          | 5,041          | 4        |

## À l'Eurovision
La Lettonie a participé à la deuxième demi-finale, le 12 mai 2016. Arrivé en 8e position avec 132 points, le pays se qualifie pour la finale où il termine en 15e position avec, là encore, 132 points.